# فاکهه
فاکهه (به عربی: الفاکهة) یک منطقهٔ مسکونی در لبنان است که در شهرستان بعلبک واقع شده‌است.